# Elurín
Elurín es un personaje ficticio que pertenece al legendarium creado por el escritor británico J. R. R. Tolkien y que aparece en su novela El Silmarillion. Es un peredhil o medio elfo, hijo de Dior y Nimloth de Doriath, y hermano de Eluréd y Elwing. Su nombre significa «recuerdo de Thingol» en sindarin. 

## Historia
Cuando su padre se negó a devolver el Silmaril a los hijos de Fëanor, estos invadieron el reino de Dior, Doriath, y mataron a los padres de Elurín. Eluréd y Elurín fueron abandonados en el bosque (no así Elwing, que escapó), para que murieran de hambre. Maedhros se arrepintió de la monstruosidad cometida y buscó durante un año a los niños que no volvieron a aparecer.
No vuelve a mencionarse el destino de los hermanos, las posibilidades son que escaparan y siguieran con su vida o que simplemente murieran. En escritos posteriores de Tolkien se habla de la posibilidad de que unos pájaros los ayudaran y llevaran a Ossiriand.